# 小林美沙希
小林 美沙希（こばやし みさき、1993年4月10日 - ）は、沖縄テレビ放送（OTV）のアナウンサー。身長160cm。

## 来歴
- 長野県安曇野市出身[1]。安曇野市立豊科北中学校、長野県松本県ヶ丘高等学校、専修大学文学部を卒業後、2016年にOTVに入社。

## 人物・エピソード
- 大学3年生の6月に渋谷ヒカリエで行われた『信州若者1000人会議』というイベントで司会進行を務めていた。そこで観に来ていた同世代くらいの男性にアナウンサーを目指しているんですかと声をかけられる。その時の自分の返答がその男性にとってすごく自信あふれる声だったということで、これがきっかけで考えが変わり男性は本格的にアナウンサーを目指すことになったという。なおその男性は、同じ2016年4月に中国放送にアナウンサーとして入社した伊東平だった[2]。

## 出演番組
現在
- OTV Live News イット!（木・金 ⇒ 水 - 金）
- くらしと経済（金11:20-11:25）
- ぐしけんさん（2022年10月9日 - ） - 会鳥くん、会鳥くんJr ※ 声の出演

過去
- FNN OTVニュース（火）
- OTVニュース（同上）
- みんなのニュース おきCORE（2017年4月～2018年3月 月 - 水、日（日曜日のみ稲嶺羊輔との隔週交代））
- OTVプライムニュース（不定期）
- FNS27時間テレビ にほん人は何を食べてきたのか?（2018年9月8日 - 9日）
  - 「FNS対抗! メシの祭典」で具志堅用高と共に出演[3]。